# Jan Walenty Jakubowski
Jan Walenty Jakubowski herbu Topór (ur. w 1552 roku – zm. w 1582 roku) – pisarz grodzki krakowski, sekretarz Stefana Batorego, polski poeta i tłumacz m.in. literatury starożytnej, aktywny w epoce jagiellońskiej.
Przetłumaczył poemat Muzajosa pt. Hero i Leander. Dokonał oryginalnej adaptacji Antygony Sofoklesa pt. Antigone, którą późniejsza krytyka (Władysław Syrokomla) uznała za dzieło niezależnej inwencji literackiej.

## Twórczość
- Hero i Leander. Kraków: Oficyna Szarffenberga, 1572. Brak numerów stron w książce
- Antigone. 1574. Brak numerów stron w książce